# Diploglossus montisserrati
Diploglossus montisserrati là một loài thằn lằn trong họ Anguidae. Loài này được Underwood mô tả khoa học đầu tiên năm 1964.